# باشگاه ورزشی پیانیسه
باشگاه ورزشی پیانیسه (انگلیسی: US Pianese) یک باشگاه فوتبال مستقر در پیانکاستانیایو، ایتالیا است که در حال حاضر در سری سی، سومین سطح لیگ فوتبال در این کشور به فعالیت می‌پردازد.

## تاریخچه
عملکرد فوتبال در دامنه‌های کوه آمیاتا از سال ۱۹۳۰ آغاز می‌شود و در تاریخ ۲ آوریل ۱۹۳۲ به‌طور رسمی شکل می‌گیرد، زمانی که کمیسر وقت شهرداری پیانکاستانیایو، وینچنزو فورکونی، دستور ساخت یک زمین ورزشی اولیه را صادر می‌کند. در دو دهه اول، فعالیت‌ها (به دلیل شروع جنگ جهانی دوم) به صورت آماتوری و غیررسمی انجام می‌شود و بازی‌هایی با باشگاه‌های شهرهای همجوار سازماندهی می‌شود.
در سال ۱۹۵۰، پیانیسه به UISP ملحق می‌شود و در مسابقات مربوط شرکت می‌کند: در سال ۱۹۵۴، این تیم قهرمان مسابقات استانی سن‌اِز می‌شود و این موفقیت را در سال ۱۹۵۹ نیز تکرار می‌کند.
در این میان، سطح فعالیت‌ها افزایش می‌یابد، به طوری که در تاریخ ۲۴ ژوئیه ۱۹۷۰ (پس از اینکه در ۱۹۶۷، با کمک علاقه‌مندان، زمین ورزشی دوباره آماده‌سازی شد) این باشگاه به فدراسیون فوتبال ایتالیا ملحق می‌شود و در لیگ دسته سوم سن‌اِز شرکت می‌کند. ساختار سازمانی شامل رئیس وینچنزو رنای، با کمک معاون کارلو گدا، دبیر لافرنکو پیچینلی، خزانه‌دار بنتو بلونی و مشاوران گاستونه پرینی، برونو سانی، مورو چنچینی و فرانچسکو کاپرتی است.
پس از یک سال «ثبات»، در فصل دوم در نقش‌های فدرالی، پیانیسه (زیر نظر مربی مائورو بتارینی) در گروه خود اول می‌شود و به دسته دوم صعود می‌کند. در همین حال، تا حدود نیمه دهه ۱۹۷۰، به لطف روابط خوب برقرار شده با مربی لاورو تونئاتو (که به سن‌اِز تعلق دارد)، پیانکاستانیایو به‌طور منظم میزبان تمرینات و بازی‌های دوستانه تیم‌هایی مانند باشگاه فوتبال باری، باشگاه فوتبال پیسا، باشگاه فوتبال فوجیا و باشگاه فوتبال کالیاری بوده است.
اقامت پیانیسه در دسته دوم تا فصل ۱۹۷۶–۱۹۷۷ ادامه دارد، زمانی که تیم سفید و سیاه تحت نظر مربی مانلیو فوکارلی در گروه خود اول می‌شود و به دسته اول صعود می‌کند؛ بنابراین، باشگاه شروع به ایجاد ساختاری محکم‌تر می‌کند: در ۱۹۷۸، هیئت مدیره به ۳۰ عضو افزایش می‌یابد و بازیکنان با معیارهای نیمه‌حرفه‌ای ثبت‌نام می‌شوند.
در فصل ۱۹۹۲–۱۹۹۳، تیم برای اولین بار به پروموتسیونه دست پیدا می‌کند، اما پایان لیگ بعدی به سقوط فوری منجر می‌شود. سپس چندین سال نوسانی دنبال می‌شود: در سال ۱۹۹۵، اهالی آمیاتا دوباره به پروموتسیونه صعود می‌کنند و به مدت چهار فصل در آنجا می‌مانند و در ۱۹۹۹ به دسته اول بازمی‌گردند. اما این افت یک نقطه عطف را رقم می‌زند، زیرا در فصل ۱۹۹۹–۲۰۰۰، پیانیسه تحت هدایت برونو کورناکیا بر گروه خود تسلط دارد و ۷۵ امتیاز از ۳۰ بازی کسب می‌کند (که شامل ۲۳ پیروزی، ۶ تساوی و تنها ۱ باخت است) و ۷۳ گل به ثمر می‌رساند در مقابل ۲۱ گل دریافت می‌کند.
پس از تثبیت در پروموتسیونه، تیم سفید و سیاه با موفقیت‌های روزافزون به بازی ادامه می‌دهد تا اینکه در فصل ۲۰۰۵–۲۰۰۶، گروه خود را می‌برد و به اچلنتسا صعود می‌کند. در این میان، به دلیل قوانین جدید مربوط به باشگاه‌های غیرحرفه‌ای، شکل اداری به انجمن ورزشی آماتوری تغییر می‌کند.
پیانیسه از همان ابتدا به عنوان یک تیم برجسته در بالاترین سطح منطقه‌ای مطرح می‌شود و در عین حال از حمایت کارآفرین مائوریتزیو سانی (مالک برند استوزا کوچینه)، که اهل پیانکاستانیو است و در جوانی بازیکن باشگاه سفید و سیاه بوده، بهره‌مند می‌شود. در اوایل دهه ۲۰۰۰، او به عنوان حامی مالی و مدیر ورزشی به باشگاه ملحق می‌شود و سپس در ۲۰۰۹ سمت ریاست را به عهده می‌گیرد. با تقویت و ثبات اقتصادی، در فصل ۲۰۰۹–۲۰۱۰، اهالی آمیاتا گروه خود در اچلنتسا می‌برند و به سری دی وارد می‌شوند.
در سری دی فصل ۲۰۱۸–۲۰۱۹، در سال نهم حضور در لیگ بین‌منطقه‌ای، پیانیسه (زیر نظر مربی مارکو ماسی) فصل خود را با عملکرد نوسانی آغاز می‌کند که عمدتاً آن را در بین جایگاه چهارم و هشتم قرار می‌دهد. اما رشد در نیمه دوم فصل باعث می‌شود که سفید و سیاه‌ها به رقابت بر سر تصاحب صدر جدول بپردازند. در روز سی‌ام، با پیروزی بر باستیا، پیانیسه به صدر جدول می‌رسد و با شش پیروزی پی‌درپی، این مقام را تثبیت می‌کند. دو تساوی در روزهای آخر باعث می‌شود رقیبشان به یک امتیازی آن‌ها برسد اما در نهایت توانستند به سری سی راه یابند.
با انتقال به حرفه‌ای بودن، پیانیسه شکل اداری خود را به شرکت سهامی تغییر می‌دهد؛ ساختار موجود به‌طور عمده تأیید می‌شود و مربی ماسی ابقا می‌گردد. بازار نقل و انتقالات به جذب چندین جوان و برخی عناصر با تجربه (به‌ویژه مهاجم متئو مومنت، هافبک پاولو رگولی و مدافع امیلیو دیئرنا) منجر می‌شود. بزرگ‌ترین مشکل به زمین خانگی مربوط می‌شود: از آنجا که این زمین در دسترس نیست (زیرا هنوز برای سری سی تأیید نشده است)، پیانیسه به‌طور موقت از استادیوم کارلو زکینی در گروسیتو استفاده می‌کند و در عین حال از شهرداری خواسته می‌شود که اقدامات لازم برای به‌روزرسانی این تأسیسات تاریخی را آغاز کند. اما این اقدام تا پایان فصل به پایان نمی‌رسد و بنابراین پیانیسه مجبور است تمامی مسابقات را در خارج از خانه برگزار کند.
در گروه آ، سفید و سیاه‌ها گاهی عملکرد خوبی از خود نشان می‌دهند: یکی از نتایج قابل توجه، تساوی ۱–۱ در تاریخ ۱۸ اکتبر مقابل باشگاه فوتبال مونتسا «تحت برند» فین اینوست، که به وضوح رقابتی‌ترین تیم گروه است؛ اما چندین باخت اضافی آن‌ها را به منطقه پلی‌آوت می‌کشاند. با این حال، لیگ به‌طور ناگهانی به دلیل اپیدمی کووید-۱۹ متوقف می‌شود که از ماه فوریه به «مسدود شدن» تقریباً کامل سیستم ورزشی ایتالیا منجر می‌شود.
در تاریخ ۸ ژوئن، پس از حدود چهار ماه عدم قطعیت و تصمیمات متناقض بین فدراسیون فوتبال ایتالیا و سازمان لیگ فوتبال حرفه‌ای ایتالیا، در مورد نحوه تکمیل لیگ‌های حرفه‌ای، پیانیسه به‌طور قطعی در «لیست» پلی‌آوت سقوط مقابل پرگولیتسه قرار می‌گیرد. در همان روز، باشگاه ماسی را برکنار می‌کند و او را با پاسکواله کاتالانو جایگزین می‌کند. بازی پلی‌آف بقا مقابل تیم زرد و آبی‌های کرما به سود آن‌ها به پایان می‌رسد، زیرا به عنوان تیم بهتر در فصل عادی از دو تساوی (۰–۰ و ۳–۳) بهره‌مند می‌شوند تا در دسته باقی بمانند.
دو فصل بعدی پیانیسه در رده‌های میانه و بالا قرار می‌گیرد، اما نتوانسته‌اند به صدر جدول نزدیک شوند. در سری دی فصل ۲۰۲۲–۲۰۲۳، سفید و سیاه‌ها توانستند با باشگاه فوتبال آرتسو رقابت کنند، اما در نهایت از آن‌ها فاصله می‌گیرند و به سری سی صعود می‌کنند؛ گورخرها سپس در پلی‌آف‌ها پیروز می‌شوند، اما مالک سانی (که در تابستان گذشته حتی استعفای خود را ارائه داده بود، اما سپس آن را پس گرفت - از ساختار، مدیر کل تاریخی رناتو واگجینی خارج شده بود) تصمیم به ارائه درخواست برای بازگشت نگرفت.
در فصل ۲۰۲۳–۲۰۲۴ سری دی، پیانیسه در گروه ئی بازی می‌کند و به عنوان یک تیم برجسته مطرح می‌شود. در هفته ششم، تیم سفید و سیاه به صدر جدول می‌رسد و (با دو استثنا در هفته ۱۸ و بین هفته‌های ۲۶ تا ۲۸) دیگر جایگاه خود را از دست نمی‌دهد: در تاریخ ۲۸ آوریل ۲۰۲۴، با پیروزی ۲–۳ در زمین حریف، پیانیسه یک بازی پیش از پایان فصل، به سری سی صعود می‌کند.